# Bythiospeum carpathica
Bythiospeum carpathica е вид охлюв от семейство Hydrobiidae.

## Разпространение
Видът е разпространен в Румъния и Украйна.